# Lago Biviere
Il lago Biviere si trova nel Parco dei Nebrodi nel territorio del comune di Cesarò, nella città metropolitana di Messina, in Sicilia, pur ricadendo all'interno della zona del parco dei Nebrodi ancor oggi il lago ed i terreni circostanti appartengono alla famiglia Sollima.
Immerso in un fondovalle fittissimo di vegetazione della faggeta Sollazzo Verde, sul versante meridionale della catena dei Nebrodi, a quota 1278 m s.l.m., esso si stende tra le faggete delle pendici nordorientali di Monte Soro e quelle nordoccidentali di Monte Scafi a circa 5 chilometri dall'artificiale Lago Maulazzo.
Il lago è meta di molti turisti specialmente nei periodi festivi.

## Flora
Qui si trovano piante come la Glyceria fluitans, la Typha latifolia, il Trifolium repens, la Mentha pulegium e altre piante acquatiche.
```
Fauna
```

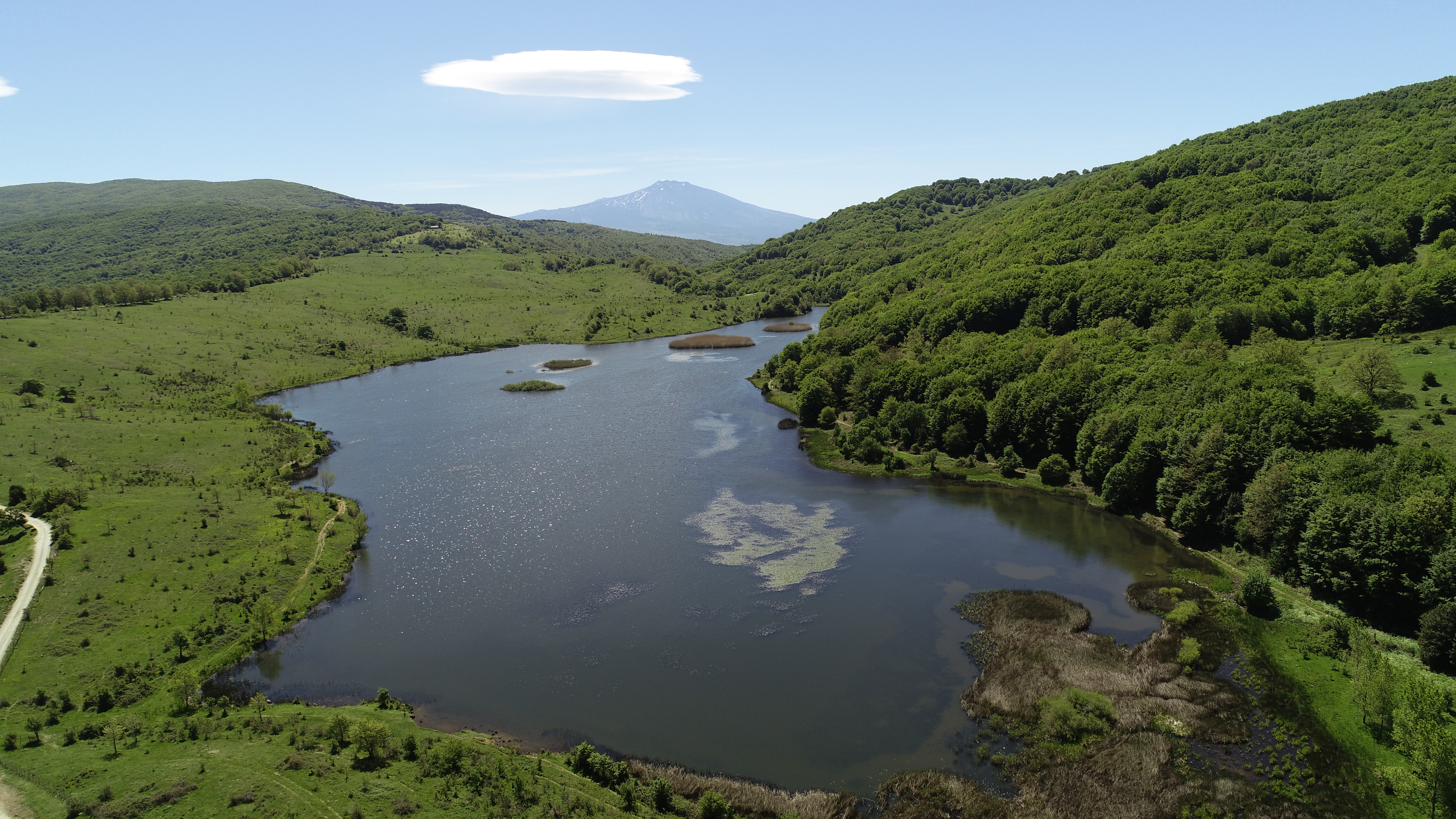
Il Lago Biviere fotografato con drone nel mese di Maggio 2021.

Il Lago Biviere di Cesarò, ospita una fauna variegata, sia stanziale che di passo, che lo rendo lo specchio d'acqua montano con maggior valore naturalistico della Sicilia. Tra gli uccelli, si possono trovare anatre, folaghe, gallinelle d'acqua, svassi, germani reali, garzette, nitticore e aironi, sia stanziali che di transito. Sono presenti anche rapaci come grifoni, poiane, gheppi, falchi pellegrini e lo sparviero, oltre alla cincia bigia di Sicilia, specie endemica. Negli ambienti acquatici si trovano anfibi e rettili, tra cui la testuggine comune, la testuggine palustre siciliana e diverse specie di serpenti. La presenza di invertebrati, tra cui farfalle e carabidi, contribuisce alla ricchezza della biodiversità del lago. 
Avifauna:
Stanziale: Poiana, gheppio, falco pellegrino, sparviero, cincia bigia di Sicilia. 
Migratoria e di passo: Folaga, ballerina gialla, cavaliere d'Italia, tuffetto, airone cenerino, germano reale. 
Altri: Anatre, gallinelle d'acqua, svassi, garzette, nitticore, aironi. 
Anfibi e rettili:
Rana dipinta, rana commestibile, testuggine comune, testuggine palustre siciliana, ramarro occidentale, luscengola, gongilo, biacco, natrice dal collare. 
Invertebrati:
Numerose specie di farfalle e carabidi, tra cui alcune nuove per la scienza. 
Mammiferi:
Cervo, volpe, cavallo sanfratellano, istrice, gatto selvatico, martora. 
Il Lago Biviere è quindi un importante sito per la conservazione della biodiversità, sia per la sua importanza come habitat per diverse specie che per la sua funzione di area di sosta e nidificazione per uccelli migrator

## Come arrivare
Percorrere la strada statale 289 San Fratello - Cesarò e, seguendo le indicazioni, percorrere la strada che porta al Lago Maulazzo e, passato quest'ultimo, continuare per circa 5 chilometri in strada sterrata.